# Кузнечик (коктейль)
«Кузне́чик» (англ. Grasshopper) — алкогольный коктейль, смешиваемый из сливок, мятного и шоколадного ликёра в равных количествах. Обладает сладким мятным вкусом, подают в качестве дижестива. Своё название коктейль получил из-за своего зелёного цвета, который ему придаёт один из ингредиентов — мятный ликёр (crème de menthe). По одной из версий, коктейль был впервые приготовлен во Французском квартале Нового Орлеана, штат Луизиана, и в 50—60-х годах прошлого века завоевал популярность во всех южных штатах Америки. Входит в число официальных коктейлей Международной ассоциации барменов (IBA), категория «Современная классика» (англ. Contemporary classics).
На пике популярности коктейля появился анекдот:
Как-то раз в бар заходит кузнечик и прыгает на барную стойку. Бармен: «Мы тут пьём коктейль, названный в честь тебя.»
Кузнечик: «Вы пьёте коктейль под названием Карл?»
В честь коктейля в США был назван пирог с зелёной начинкой.

## Приготовление
1. Мятный ликёр — 20 мл
2. Шоколадный ликёр — 20 мл
3. Сливки — 20 мл

В шейкере взбить кубики льда и остальные ингредиенты, перелить через стрейнер в охлажденный коктейльный бокал, украсить тёртым шоколадом.

## Вариации
- В коктейле «Летящий кузнечик» заменяют сливки на водку[2].